# William Hawkins (navigateur)
Pour les articles homonymes, voir William Hawkins.
William Hawkins (mort en mer en 1613) est un navigateur et marchand anglais.

## Biographie
En 1607, il part pour l'Inde avec son épouse, David Middleton et William Keeling et atteint Surat où il s’installe comme commerçant, première implantation anglaise dans la région. Il voyage ensuite à Agra où il est reçu par l'empereur. 
Après avoir quitté l'Inde, il visite l'Arabie et gagne Java en 1612. 
Il meurt en mer, proche du cap de Bonne-Espérance lors de son voyage de retour vers l'Europe en 1613.